# Docimodus
Docimodus is een geslacht van straalvinnige vissen uit de familie van de cichliden (Cichlidae).

## Soorten
- Docimodus evelynae Eccles & Lewis, 1976
- Docimodus johnstoni Boulenger, 1897